# Statistică matematică
Statistica matematică este ramura matematicii care se ocupă cu culegerea, gruparea, analizarea si interpretarea datelor referitoare la anumite fenomene, precum și unele previziuni privind desfasurarea acestor fenomene in viitor. Se ocupă cu interpretarea datelor oferite de statistica descriptivă și cu folosirea acestora pentru a formula concluzii și lua decizii. Fără aceste interpretări, statistica ar avea puțin sens, cu multe calcule dar fără să se știe practic ce s-a calculat și ce înseamnă acel număr (numere) rezultat din calcul.

## Concepte de bază și teorii
Conceptele de bază ale statisticii matematice sunt frecvența, absolută sau relativă, mărimea statistică, legea de repartiție sau de distribuție a unei mărimi, variabilitatea sau stabilitatea unei mărimi, corelațiile sau conexiunile între două caracteristici sau două mărimi statistice, indicii statistici. De asemenea, se folosesc conceptele de variabilă aleatoare, câmp de probabilitate sau câmp statistic, valoare medie, abatere, abatere pătratică.
Teoriile folosite în statistică au la bază teoria probabilităților. Statistica matematică folosește diferite teorii, ca teoria selecției (cu teoria estimației, a testelor de semnificație), teoria controlului statistic (mai ales în industrie), teoria deciziilor cu analiza secvențială și teoria predicției, legată de teoria proceselor stohastice.

## Matematică, statistică și statistică matematică
Statistica matematică se suprapune considerabil cu statistica. Matematicienii specializați se ocupă de îmbunătățirea metodelor statistice, iar statisticienii adesea formulează probleme matematice.
Matematicieni și statisticieni ca Gauss, Laplace și C. S. Peirce au fost cei care au formulat teoria deciziilor pe baze probabilistice și a funcțiilor de utilitate. Teoria deciziilor bazată pe date statistice a fost dezvoltată de Abraham Wald și școala sa., folosind intensiv calculul numeric, algebra, analiza matematică și combinatorica.

## Concepte ale statisticii matematice
| Teoria probabilităților - Teoria probabilităților - Variabile aleatorii - Distribuții de probabilitate Teorie statistică - Teorema lui Bayes - Teoreme limită | Descrierea datelor - Statistică descriptivă - Indicatori de medie - Indicatori ai dispersiei - Corelația Eșantionarea - Sondajul statistic - Distribuția eșantioanelor | Testarea statistică - Tipuri de teste Analiză statistică - Regresie - Analiza varianței (ANOVA) - Serii de timp |